# Lago Llanquihue
Il Llanquihue (in mapudungun luogo sommerso), è un lago cileno situato nella Regione di Los Lagos. È il secondo lago più grande del Cile, dopo il lago General Carrera. Sulle sue coste si trovano alcune piccole e pittoresche città, come Puerto Varas, Llanquihue, Frutillar e Puerto Octay. In queste città, oltre alla lingua ufficiale, si parla anche il Lagunen-deutsch, dialetto importato dagli immigrati tedeschi nel XIX secolo.

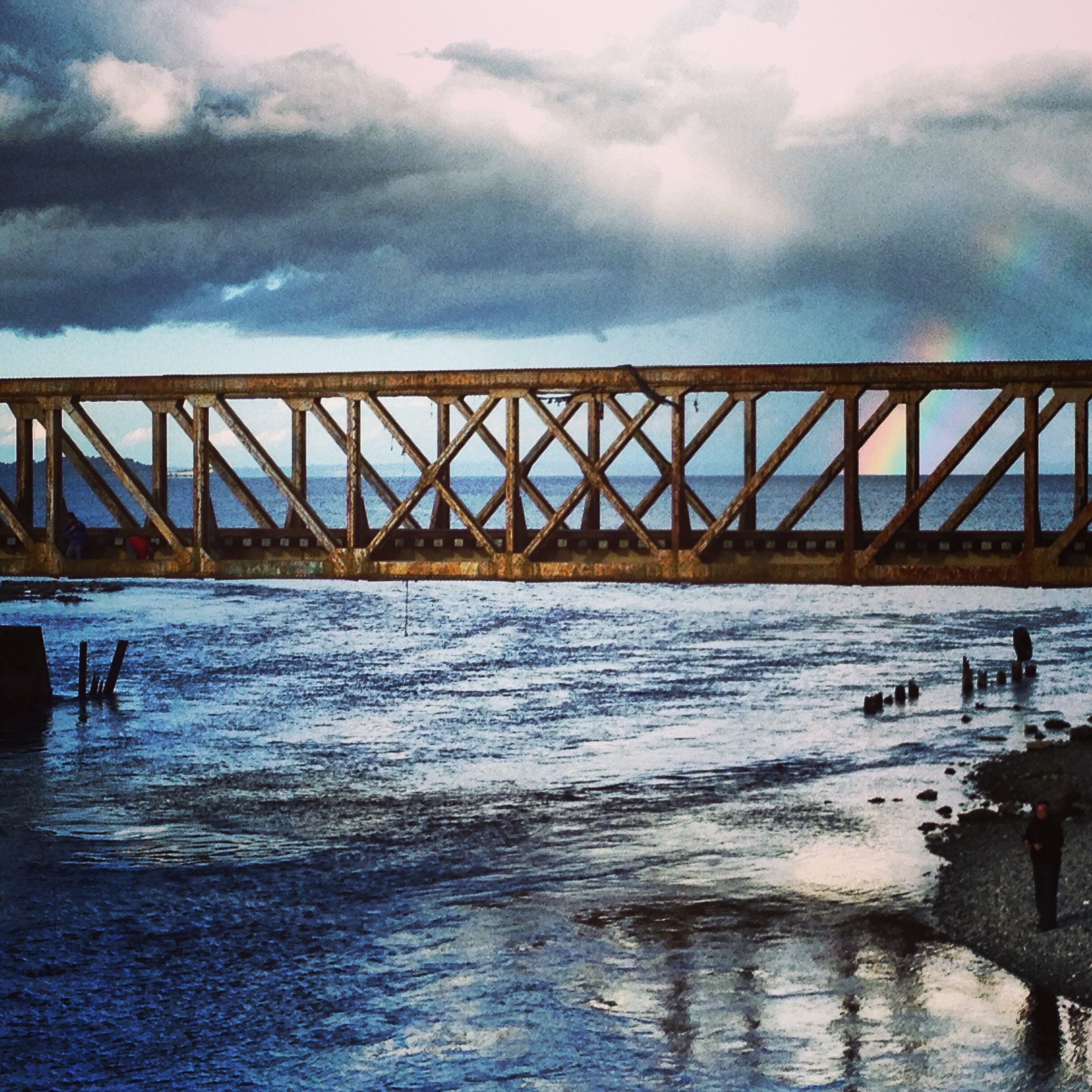
Ponte sul lago.